# یگی
یگی یک روستا در ایران است که در دهستان رقه واقع شده‌است. یگی ۱۸۰ نفر جمعیت دارد.